# Lianne Sanderson
Lianne Sanderson és una davantera de futbol amb 50 internacionalitats per Anglaterra. Ha sigut subcampiona d'Europa i bronze al Mundial amb la selecció, i ha guanyat la Lliga de Campions amb l'Arsenal.

## Trajectòria
| Temporades        | Club                                                 | Títols                                                            | Selecció (fases finals)   |
| ----------------- | ---------------------------------------------------- | ----------------------------------------------------------------- | ------------------------- |
|                   | Arsenal FC                                           | 1 Lliga Campions, 5 Lligues, 4 Copes, 2 Copes Lliga, 2 Supercopes | Mundial 2007 (quarts)     |
| 08/09 - 09/10     | Chelsea FC                                           |                                                                   | Eurocopa 2009 (subcampió) |
| 2010 - 2011       | Philadelphia Independence                            |                                                                   |                           |
| 11/12             | RCD Espanyol                                         | 1 Copa                                                            |                           |
| 2012              | D.C. United                                          |                                                                   |                           |
| 2013 - 2014 13/14 | Boston Breakers Apollon Limassol (cessió)            |                                                                   |                           |
| 2015 2015 15/16   | Arsenal FC Portland Thorns Apollon Limassol (cessió) |                                                                   | Mundial 2015 (3r lloc) 0  |
| 2016 2016 - act.  | Orlando Pride Western New York Flash                 |                                                                   |                           |